# Peter Hertz (konsthistoriker)
Peter Julius Hertz, född den 1 juni 1874 i Köpenhamn, död den 26 mars 1939, var en dansk konsthistoriker.
Hertz blev student 1893 och cand. phil. samma år. Han studerade konsthistoria och arbetade som arkitekt. Efter studieresor i utlandet blev han Dr. phil. 1910. Han anställdes därefter som underinspektör vid Statens Museum for Kunst 1915 och befordrades 1917 till inspektör.
Hertz var riddare av Nordstjärneorden. Bland hans skrifter kan nämnas: Studier over Parthenons Kvindefigurer, I, 1905; Kompositionen af den centrale Gruppe i Parthenons vestlige Gavlfelt, 1910; Katalog over Ordrupgaardsamlingens danske Billeder, 1918.